# Каракойсу
Каракойсу (кум. Къара къойсу — чёрная козья вода; авар. Чӏегӏер гӏор — чёрная река; в верховье Ойсор, в среднем течении — Тлейсерух) — река в России (Дагестан), правый приток реки Аварское Койсу. Протекает по территории Чародинского, Гунибского и Гергебильского районов.

## География
Река Каракойсу берёт начало на склонах хребта Дюльты-Даг в 0,9 км северо-западнее перевала Халахуркац. Протекая в северо-восточном направлении, она впадает с правого берега в реку Аварское Койсу на расстоянии 37 км от устья.
В верхнем течении, до с. Ритляб, носит название Ойсор, ниже, до впадения реки Рисор — Тлейсерух.
Длина реки — 93 км, площадь водосбора 3720 км², средняя его высота 2260 м. Общее падение 2530 м. Большая часть бассейна реки (80 %) лежит выше 1500 м.
Высота истока — 3100 м над уровнем моря. Высота устья — 570 м над уровнем моря. Уклон реки — 26,1 м/км.
В верховье реки находится природный памятник Дагестана — водопад Чирхалю.

## Топонимия
Название «койсу» получило от тюркского (кумыкского) «къой сув» — овечья вода; а «къара» — обозначает чёрный цвет. До середины XX-го века название «Къойсу» носила река Сулак.

## Гидрология
В питании реки принимают участие преимущественно талые и дождевые воды. Основными фазами режима реки являются весенне-летнее половодье и низкая зимняя межень.
Распределение стока внутри года крайне не равномерно. Примерно 50-60 % годового объёма стока приходится на летне-осенний период, около 5-6 % — зимой. Максимальные расходы воды формируются чаще всего в июне-августе при выпадении интенсивных ливневых осадков.
На реке наблюдаются опасные гидрологические явления в виде катастрофических ливневых паводков.
Среднегодовой расход воды — в устье реки составляет 31,6 м³/с, максимальный 220, минимальный 1,30 м³/с. Река несёт значительное количество взвешенных и влекомых наносов. В период половодья вода очень мутная (откуда и название реки Кара — чёрная). Средний многолетний сток наносов составляет 850 тыс. т.

## Притоки
Наиболее крупными притоками являются: р. Рисор (длина 38 км), р. Каралазургер (длина 32 км), р. Цамтичай (длина 28 км), р. Бецор (длина 29 км), р. Салтычай (длина 24 км) р. Казикумухское Койсу (длина 81 км). Густота речной сети 0,86 км/км².

## Изучение реки и водохозяйственное значение
Режим реки изучался на 3 постах: Гергебиль, «Георгиевский мост» («Красный мост»), Хиндах, в настоящее время на ГП «Гунибский мост».
Река имеет важное водохозяйственное значение. Она используется для водоснабжения и орошения прилегающих сел и полей. На реке построены 2 ГЭС: Гергебильская (первенец дагестанской гидроэнергетики, 1940 г.) и Гунибская (2005 г.).

## Данные водного реестра
По данным государственного водного реестра России относится к Западно-Каспийскому бассейновому округу, водохозяйственный участок реки — Сулак от истока до Чиркейского гидроузла. Речной бассейн реки — Терек.
Код объекта в государственном водном реестре — 07030000112109300001077.